# Восход (Зональний район)
Восхо́д (рос. Восход) — селище у складі Зонального району Алтайського краю, Росія. Входить до складу Плешковської сільської ради.

## Населення
Населення — 217 осіб (2010; 211 у 2002).
Національний склад (станом на 2002 рік):
- росіяни — 79 %